# Stéphanie Clément-Guy
Stéphanie Clément-Guy (10 ottobre 1974) è un'ex sciatrice alpina francese.

## Biografia
La Clément-Guy, slalomista pura originaria di Aime, nella stagione 1998-1999 in Coppa Europa vinse la classifica di specialità, conquistando anche le sue ultime vittorie nel circuito l'8 e il 9 febbraio ad Abetone; sempre nel 1999 esordì in Coppa del Mondo, il 23 febbraio a Åre classificandosi 10ª (tale piazzamento sarebbe rimasto il migliore della Clément-Guy nel massimo circuito internazionale), e ottenne l'ultimo podio in Coppa Europa, il 7 dicembre a Haute-Nendaz (3ª). Prese per l'ultima volta il via in Coppa del Mondo il 18 febbraio 2001 a Garmisch-Partenkirchen, senza completare la prova, e si ritirò al termine di quella stessa stagione 2000-2001; la sua ultima gara fu uno slalom gigante FIS disputato il 30 marzo a La Plagne. Non prese parte a rassegne olimpiche o iridate.

## Palmarès

### Coppa del Mondo
- Miglior piazzamento in classifica generale: 87ª nel 1999

### Coppa Europa
- Miglior piazzamento in classifica generale: 18ª nel 1999
- Vincitrice della classifica di slalom speciale nel 1999
- 3 podi (dati dalla stagione 1994-1995):
  - 2 vittorie
  - 1 terzo posto

#### Coppa Europa - vittorie
| Data       | Località | Paese  | Specialità |
| ---------- | -------- | ------ | ---------- |
| 8 febbraio | Abetone  | Italia | SL         |
| 9 febbraio | Abetone  | Italia | SL         |

Legenda:

SL = slalom speciale

### Campionati francesi
- 2 medaglie (dati dalla stagione 1994-1995):
  - 1 oro (slalom speciale nel 1999)
  - 1 bronzo (slalom speciale nel 2000)